# Reflex auriculo-cardiale
Der von Paul Nogier eingeführte auriculo-cardiale Reflex, auch Reflex auriculo-cardiale, Nogier-Reflex, VAC vaskuläres autonomes Signal oder RAC, bezeichnet in der von ihm begründeten Ohrakupunktur (Aurikulomedizin) eine angebliche kurzzeitige Reaktion des menschlichen Kreislaufs auf Reizung bestimmter Akupunkturpunkte der Ohrmuschel. Die Reaktion soll unter 20 Sekunden andauern. Eine der Reaktionen soll hierbei eine mögliche Beeinflussung von bestimmten Pulscharakteristiken sein, die von entsprechend ausgebildeten Therapeuten diagnostisch genutzt werden. Insbesondere soll es nach Reizung entweder zu einer Verlangsamung oder Beschleunigung der Herzfrequenz (Pulsfrequenz) kommen. Des Weiteren wird hierbei die Pulsamplitude (bzw. der Pulsanstieg im Sinne einer Erhöhung des Blutdrucks) als diagnostisch auswertbares Zeichen gedeutet. 
Einige Autoren beziehen den RAC auch auf tastbare Kreislaufreaktionen nach Reizung jeglicher Punkte der Hautoberfläche.

## Theoretischer Hintergrund aus Sicht der Aurikulomedizin
Der von Nogier benannte theoretische Hintergrund besagt, dass sich der Gefäßtonus unter Stress (im Sinne der Reizung durch Akupunkturnadeln an bestimmten Orten der Ohrmuschel) ändere, und damit auch ein entsprechendes nicht näher beschriebenes Resonanzverhalten der Arterien. Es bedarf eines intensiven Trainings, sehr dünner Haut an den Fingerspitzen (Gartenarbeit etwa ist den Therapeuten verboten) und einer gewissen „Begabung“, um diese Form der Diagnostik zu erlernen. Es wird angenommen, den menschlichen Körper umgebe ein Spannungsfeld, das durch Anlegen von Gleichstromquellen modifiziert werden könne. Im Rahmen der RAC-Diagnostik wird durch Reizung verschiedener „aktiver“ und „inaktiver“ Punkte hin untersucht, ob sich RAC bezogene Reaktionen des Kreislaufs einstellen. Nach einer therapeutischen Behandlung wird mit dem gleichen Verfahren überprüft, ob die entsprechenden Punkte „gelöscht“ seien.

## Anwendung
Traditionsgemäß wird der Puls mit dem Daumen der linken Hand über der Arteria radialis (Radialispuls) getastet. Nach Ansicht ihrer Befürworter und Anwender sollen mit der RAC Allergien diagnostiziert werden können. Des Weiteren soll dieses Verfahren Homöopathen Hinweise zur Wahl ihrer Mittel und deren Verdünnung geben können.
In der traditionellen chinesischen Medizin (TCM) wird diese Art der Diagnostik bis jetzt (2005) nicht eingesetzt. Die Pulsdiagnose in der TCM zielt auf wesentlich andere Aussagen, die sich eben in den Begriffen der TCM bewegen.
Die RAC-Diagnostik ist wissenschaftlich nicht anerkannt und zählt zu den Verfahren der Alternativmedizin.